# بام نيلي
بام نيلي (بالإنجليزية: Bam Neely)‏ هو مصارع محترف أمريكي، ولد في 18 يونيو 1975 في روبينسدل في الولايات المتحدة.

## وصلات خارجية
- بام نيلي على موقع WrestlingData.com (الإنجليزية)
- بام نيلي على موقع CageMatch worker (الإنجليزية)
- بام نيلي على موقع قاعدة بيانات المصارعة على الإنترنت (الإنجليزية)
- بام نيلي على موقع عالم المصارعة على الإنترنت (الإنجليزية)
- بام نيلي على موقع عالم المصارعة على الإنترنت (الإنجليزية)
- بام نيلي على موقع IMDb (الإنجليزية)